# Ruvu (Same)
Ruvu ist ein Verwaltungsbezirk (Ward) des Distrikts Same in der tansanischen Region Kilimandscharo.

## Geografie
Ruvu liegt im Nordosten von Tansania etwa 50 Kilometer südlich der Regionshauptstadt Moshi. Der wichtigste Fluss ist der Pangani, der auf 91 Kilometer die Grenze im Westen bildet.
Der Bezirk grenzt im Norden an Kirya des Distrikts Mwanga, im Osten an Njoro, Same, Stesheni, Bangalala und Makanya, im Südosten an Mabilioni, im Süden an Ruvu Remiti des Distrikts Simanjiro und im Westen an die Region Manyara. Bei der Volkszählung 2022 lebten 19.105 Menschen in 4885 Haushalten auf einer Fläche von 1017 Quadratkilometern.

## Gliederung
Der Bezirk besteht aus vier Gemeinden (Mtaa) mit 17 Orten (Kitongoji):
| Ruvu Jiungeni - Jitengeni - Mvungwe - Miserani - Kombo | Ruvu Mferejini - Mkanyeni - Mferejini - Makuruvira - Darajani - Madenge - Upareni | Marwa - Marwa - Ngurashi - Njaktai - Patel | Ruvu Darajani - Kishaa - Muungano - Ndilali |

## Wirtschaft und Infrastruktur
- Landwirtschaft: Der Fluss Pangani wird zur Bewässerung der umliegenden Felder und zur Fischzucht verwendet.[4]
- Bildung: Die Moipo Secondary School ist eine staatliche weiterführende Tagesschule, die Mädchen und Burschen bis zur 4. Stufe ausbildet.[9]
- Gesundheit: Im Bezirk gibt es drei Apotheken, eine private in der Gemeinde Ruvu Mferejini[10] und zwei staatliche, je eine in Marwa[11] und Ruvu Mferejini.[12]